# Javier Quintanilla
Javier Pérez Quintanilla (Barcelona, 20 de abril de 1945), conocido como Javier Quintanilla o Quintanilla es un artista plástico español, pintor, arte textil, escultor y libros de Artista, con recorrido internacional.  A lo largo de su trayectoria creativa ha alternado su residencia entre España y Brasil.

## Trayectoria
Javier Quintanilla se inició en estudios de economía y derecho en la Universidad de Barcelona para posteriormente pasarse a una formación enfocada al arte, donde verdaderamente encontró su sitio; durante el periodo de 1973 a  1977 estudió dibujo, pintura, grabado y tapiz en la Escuela de Artes Aplicadas y Oficios de Barcelona y en la Escuela de Bellas Artes de Río de Janeiro, donde expuso en 1976 una serie de dibujos de temática ambiental y sociopolítica. En el Museo de Cerámica de Barcelona estudió Restauración (1981).
Se trasladó a Barcelona en 1977 dedicándose en una primera época a la tapicería, donde monta un taller junto a Nilsa Marx. Sus tapices aportan originalidad en cuanto a trabajo y temática, siendo el color un aspecto que determina la mayoría de sus trabajos que representan la Naturaleza y sus transformaciones. Incorpora el ecologismo a sus obras.
En el año 2000 fue el promotor de una iniciativa expositiva El loft Larac, en los bajos de un edificio de Barcelona, este era un espacio dedicado al arte, abierto a cualquier iniciativa de tipo cultural, con exposiciones, presentaciones de libros, recitales de poesía, música y teatro.
Javier Quintanilla y Nilsa Marx han alternado su residencia entre España y Brasil, siendo en este país un artista habitual en exposiciones y eventos culturales reflejados en la prensa.                                
Quintanilla ha compaginado su actividad artística con la enseñanza de dibujo, pintura y tapiz en: Centro de Arte y Cultura Mass Media (1977-1979), Centros Sociales de Tercera Edad de Caja de Pensiones (1979), en Artes Plásticas y Manualidades (1981-1987) de Barcelona, en el Instituto de Restauración Oeben (1993-1997), en la Escuela Taller Restauración del Museo del Prado (1991-1993. Durante su etapa en la isla de Menorca su actividad artística la compaginó con la enseñanza siendo director del Taller de Arte TEA.                 
Ha participado en Ferias de Arte Internacionales como: ARCO con la Galería May Moré de Madrid; 3ª Feria Internacional del “Libro de Artista” con Galería May Moré, Colonia, Alemania; Feria del Libro de Artista Contemporáneo en París, Francia; Ciclo de Agosto do Museo de Arte de Santa Catarina (MASC) y en la Eucatexpo en Florianópolis; Fiesta del Libro Internacional da Paraíba (Flit) en Brasil, en diferentes años.
En la feria de Arte Contemporáneo D'Itinere 92 celebrada en Levallois (Francia) entre el 28 de septiembre y el 11 de octubre de 1992 participa con la obra Chakras,  otros artista españoles invitados de honor fueron: Antoni Tapies, Juan Ripollés, Andreu Alfaro, Eduardo Chillida, Jaume Plensa, entre otros.

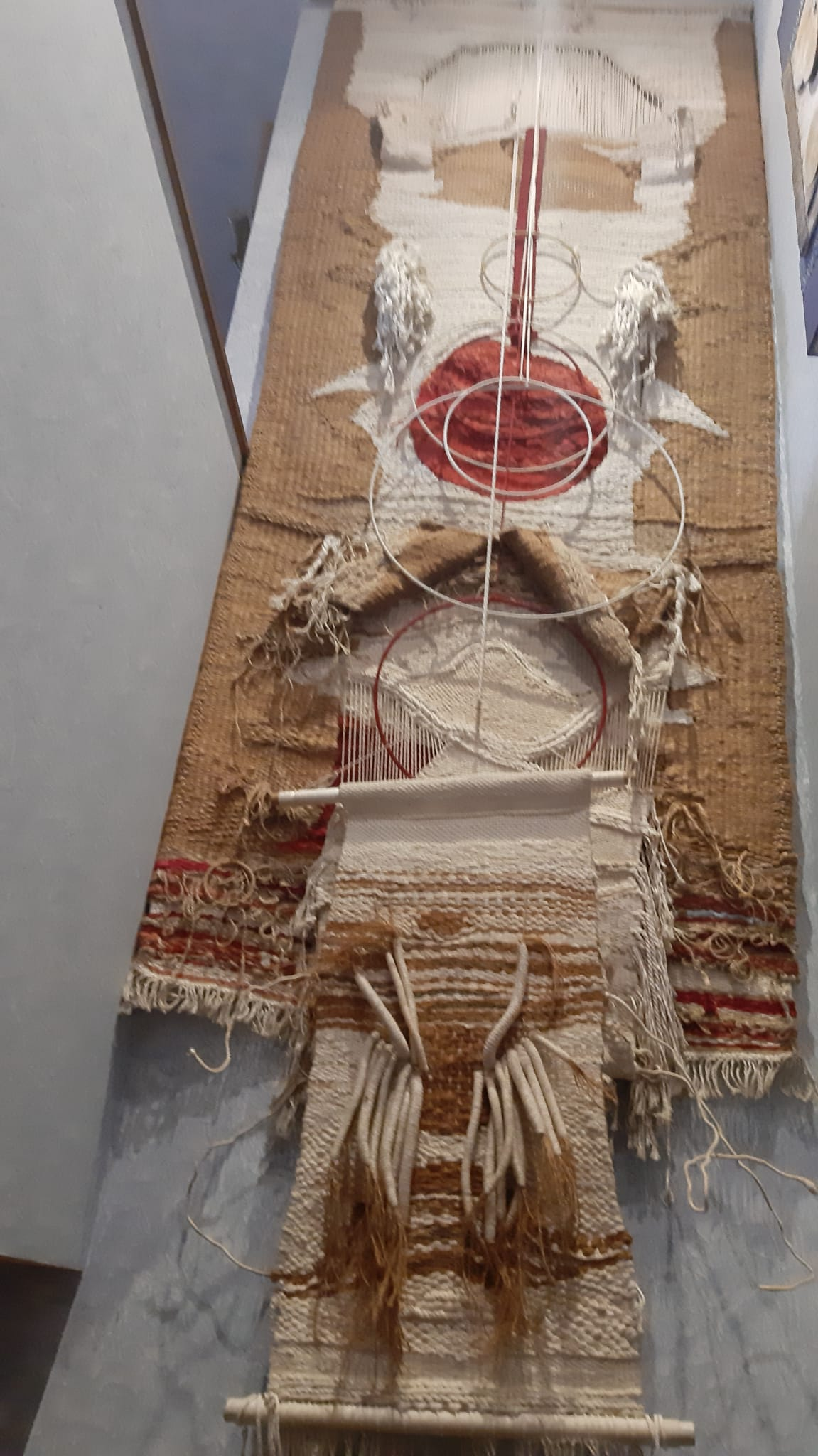
Tapiz en el pabellón de Madrid en la Expo 92

En la Exposición Universal de Sevilla de 1992 en Pabellón de la Comunidad de Madrid fue Artista invitado.

## Obra
La obra de Quintanilla implica una conjunción de color, tiempo, espacio y ritmo que da lugar a unas creaciones cargadas de poesía y que se manifiesta en cualquiera de sus modalidades. 

### Tapices y esculturas textiles
En la serie de tapices presenta unas composiciones y colores ligados a las connotaciones que representan la Naturaleza y el Ecologismo como defensa, la exposición presentada en 1977 en la Nini Gallery de Oslo por Javier Quintanilla junto con la artista polaca Magdalena Abakanwicz, en esta exposición el crítico de arte Steinar Wilk del periódico Aftenposten dedicó su página semanal con fotografía a Javier Quintanilla.
En 1978 presentó en la Sala de Exposiciones de Editora Nacional una serie de tapices de estilo figurativo en los que aborda temas diversos, como, la familia o la naturaleza en sus diferentes formas, consiguiendo en sus tapices una gran iluminación interna y movilidad; los materiales empleados son yutes, lino, algodones (crudos y teñidos) y acrílicos por los efectos brillantes y luminosos que proporcionan a los tapices.
En 1979  expuso en la Sala Roger de Barcelona tapices, consiguiendo pinturas textiles  y esculturas textiles, donde a las fibras habituales incorpora rocas y madera.
Sus investigaciones y sus creatividad le llevan a incorporar a sus textiles otros materiales como las piedras y en 1980 en el Centro Social del Ministerio de Cultura en Mahón presentó una muestra bajo el lema: Tapiz y magia. Piedras y viento.
En 1992 una escultura textil de grandes dimensiones colgó en el Pabellón de Madrid en la Exposición Universal de Sevilla.  

### Pinturas
La obra pictórica de Javier Quintanilla sublima el arte y la poesía. Utiliza óleos, pigmentos y resinas epoxílicas, látex sobre cartón, lienzo, papel lokta de Nepal  y papel hecho a mano. Sus pinturas abstractas están llenas de luz y transparencia con las que evoca el lenguaje de las vidrieras.

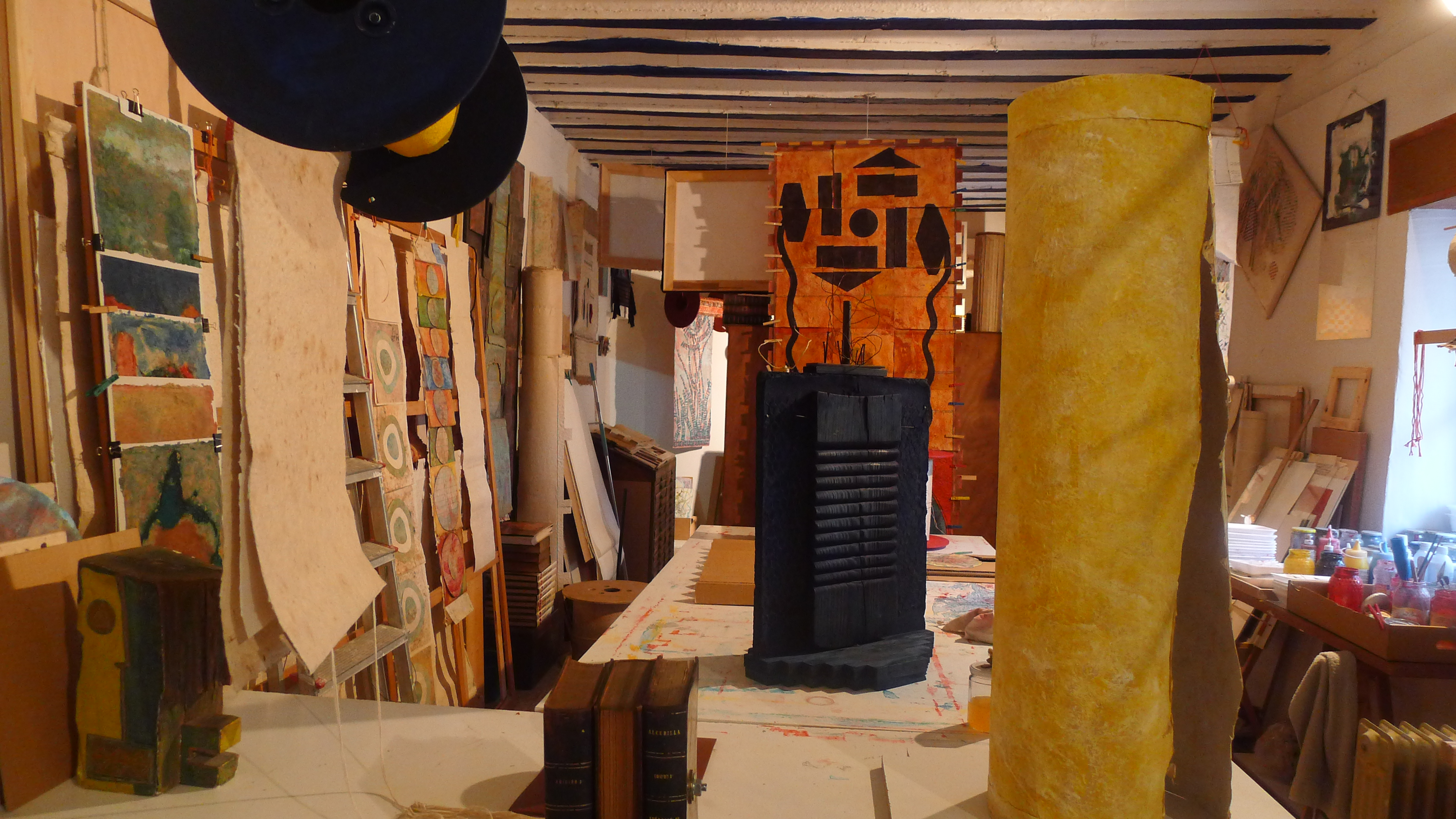
Estudio Javier Quintanilla

Sus trabajos los ha realizado en series, entre las que se pueden citar:
Serie de óleos Alfa y Omega Principio y Fin.
Serie Identidad Aleatoria.
Serie De Música et Incunabulum et Aleatorius.
Serie Pintar Escribiendo-Escribir Pintando.
Serie Oriente y Occidente.

### Libros de artista
Los Libros de Artista son un vehículo del arte, Quintanilla los presenta como libro objeto, libro desplegable, libro abierto, libro escultura y cualquier forma o combinación que recoge las ideas, los bocetos o los pensamientos de un artista que concluirán en una obra. Sin embargo, el libro de artista puede ser una obra única, como ha sido el resultado de muchos años de trabajo e investigación con formas texturas y colores llevados a cabo por Javier Quintanilla. Libros, Libros, Libros
Con los Libros de Artista Javier Quintanilla ha participado en diferentes muestras y exposiciones como la organizada en 1993 por la Comunidad de Madrid titulada El Libro Objeto y expuesta en la Sala de Exposiciones de Artesanía del Mercado Puerta de Toledo.
En 1998 presentó libros de artista con el título El jardín de las Delicias en la sede del Club Internacional del Libro en Madrid.
Ha participado en las exposiciones, como: Métamorphoses du livre  (2007), en Livres en Liberté (2008), Livres ExtraOrdinaires (2011) o Chaos et Merveilles (2012) realizadas por Caroline Corre en el Centre Artistique de Verderonne (Francia).
Conferencia y taller, Libro de arte: enfoque y creatividad, presentado en la Fiesta del Libro Internacional da Paraíba (Flit) en septiembre de 2019.

### Esculturas
Conjuga color y forma para dar cuerpo a su mundo lleno de fantasías, del plano dio paso a lo tridimensional. Utiliza la madera, el barro o el hierro el cartón tratado. Cualquier objeto en desuso a Quintanilla le sirve para convertirlo en una escultura.
Realizó por encargo una escultura que se instaló en El Camino de Lucha de las Mujeres Enid Backes en el Parque Ecológico del Instituto Josué de Castro en Viamão en el estado de Rio Grande do Sul de Brasil.

## Exposiciones
Desde su primera exposición en 1976 ha continuado mostrando su obra en Museos, Universidades y Galerías de Arte públicas y privadas en, España y en diferentes países, como: Brasil (Río de Janeiro, Porto Alegre, Curitiba o Florianópolis); Francia (París, Verderonne, Compiegne, Montataire, Poitiers, St.Maló, entre otras ciudades); Italia (Brescia, San Secondo), Alemania (Colonia); Bélgica (Bruselas); México DF; Noruega (Oslo);  Estados Unidos (Minnesota)  
Nini Gallery de Oslo, Sala de Exposiciones de Editora Nacional,  Sala Roger de Barcelona, Escuela de Artes Aplicadas y Oficios Artísticos de Sevilla, Galería Eucatexpo  en Porto Alegre (Brasil). Galería T.E.A. Alayor. Menorca

## Colecciones
- Javier Quintanilla tiene obras en colecciones privadas (C.I.L. Club Internacional del Libro/Madrid, entre otras) y en Museos de Arte Contemporáneo de diferentes países, como: University of Minnesota/U.S.A.; Museu de Arte de Santa Catarina/Florianopolis/Brasil; Museu de Arte do Río Grande do Sul/Porto Alegre/Brasil; Musée du Livre d’Artiste Contemporain en Verderonne/Francia.